# Северный округ (Гонконг)

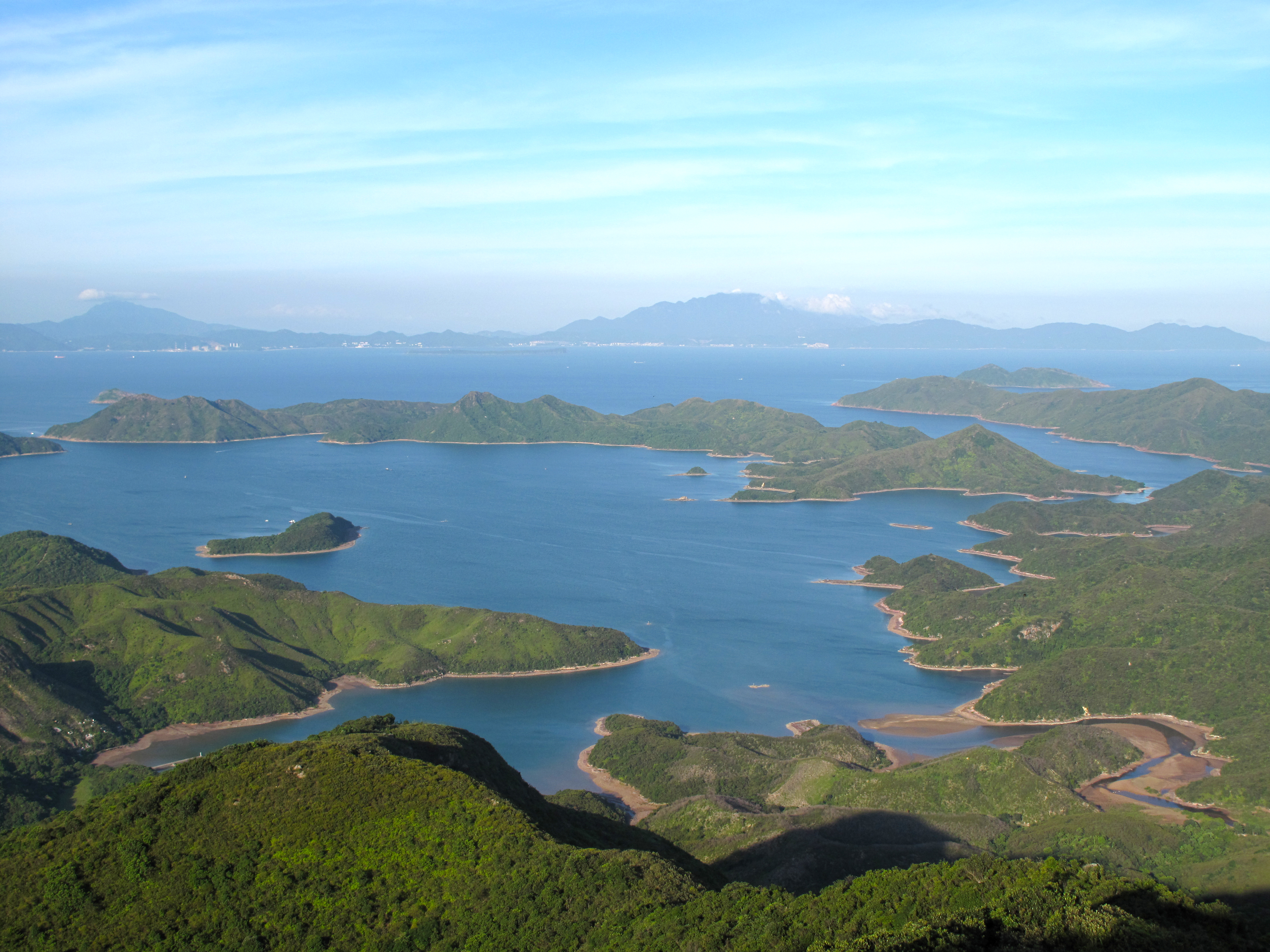
Норт

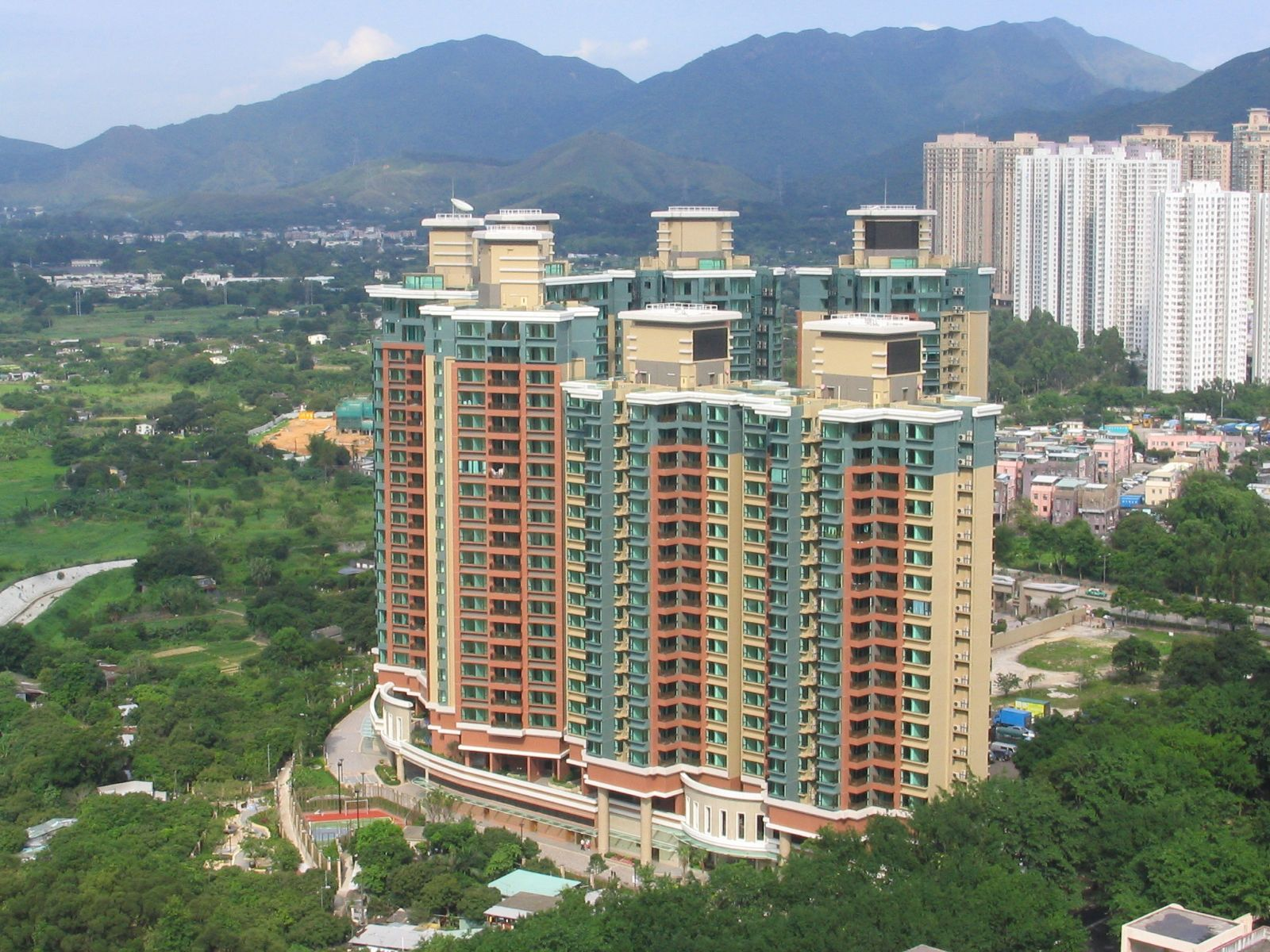
Норт

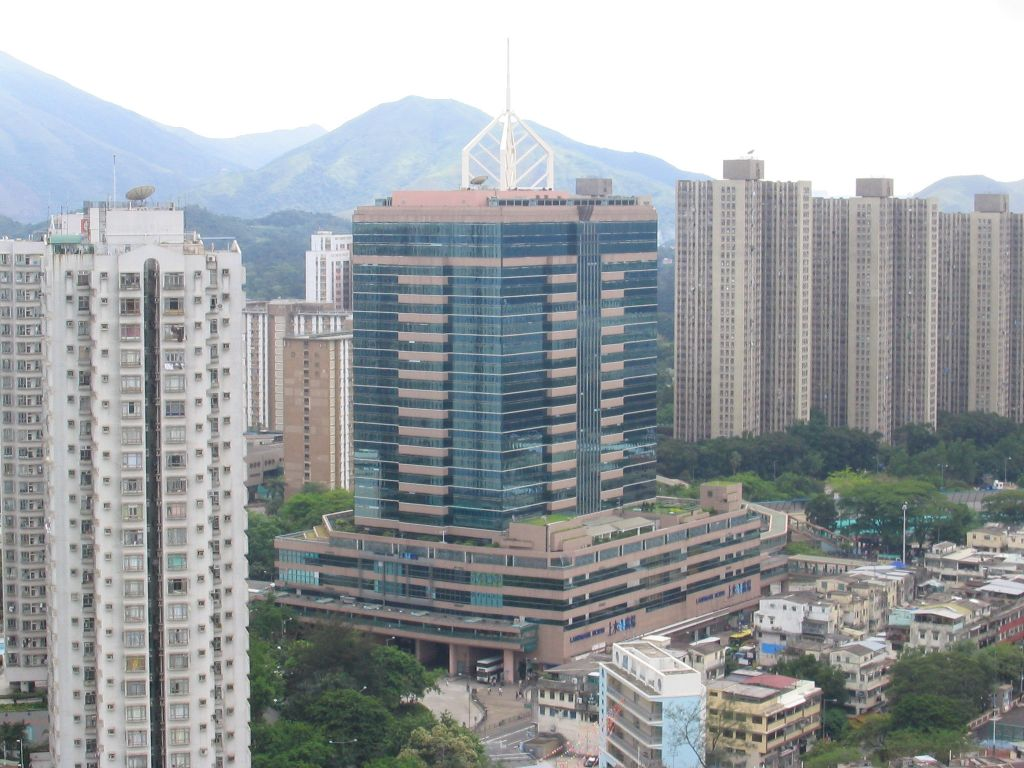
Норт

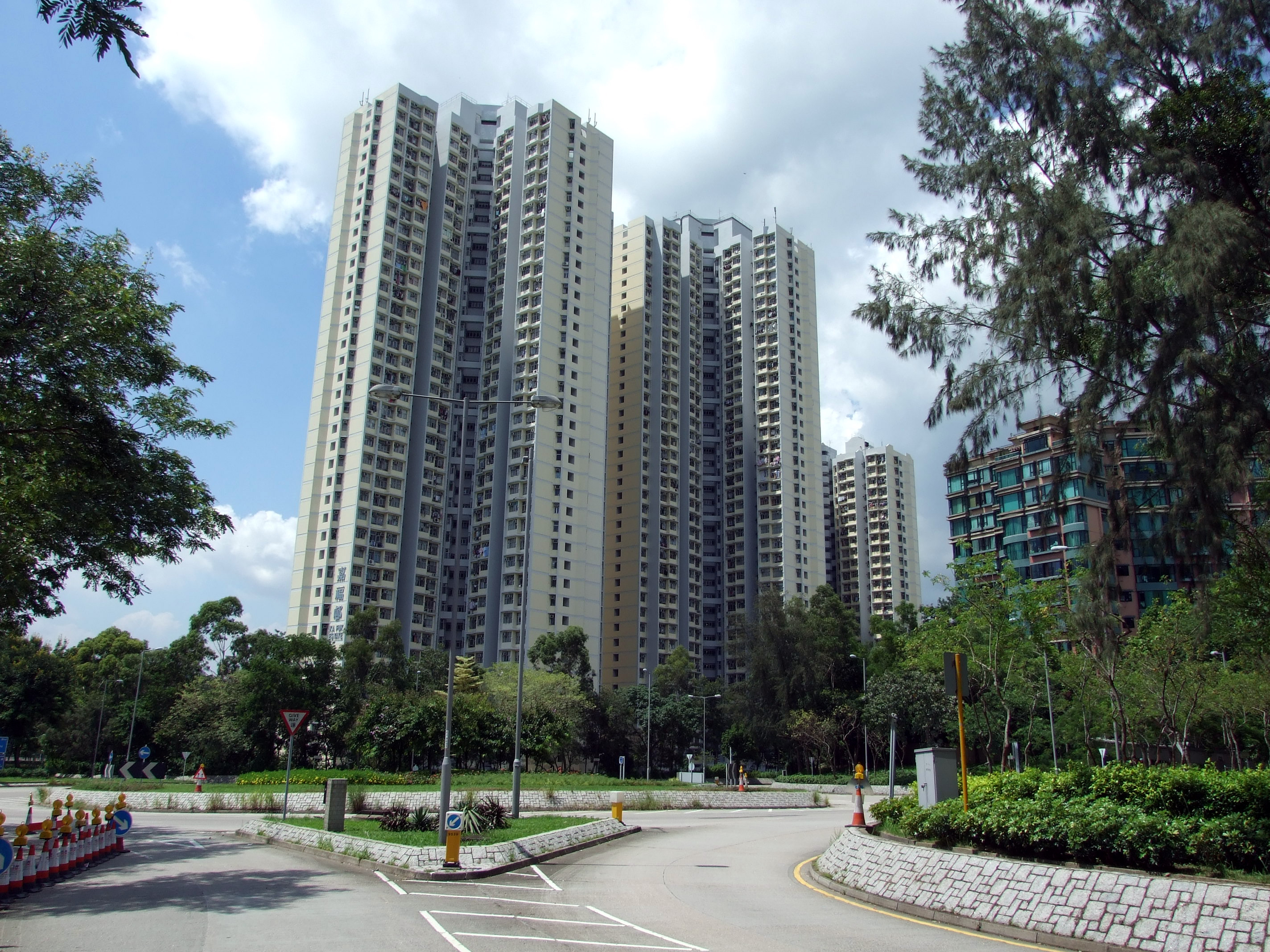
Норт

Северный округ или Округ Норт (North, 北區) — один из 18 округов Гонконга. Расположен в северной части Новых Территорий, граничит с китайским мегаполисом Шэньчжэнь.

## Население
В 2006 году в округе проживало 281 тыс. человек.

### Религия
В округе расположены храмы Тин Хау, Вун Чуэн Син Кун, Фунг Инг Син Кун.

## Экономика
В округе расположены штаб-квартира корпорации «Early Light International», крупная скотобойня Шэунг-Шуй компании «Ng Fung Hong Limited», а также сохранились рисовые поля.

### Торговля
Крупнейшие торговые центры округа — «Лэндмарк Норт», «Шэунг Шуй Сентр», «Шэунг Шуй Таун Сентр», «Лунг Фунг Плаза», «Метрополис Плаза», «Ва Минг», «Чинг Хо». Также популярен у жителей рынок Шэк Ву Хой.

## Транспорт
- Линия MTR «Ист Рейл» связывает округ с Тайпоу и китайской границей
- Шоссе «Фанлинг» соединяет округ с Тайпоу

С автовокзала в районе Шаншуй отправляются рейсовые туристические электробусы в Шэньчжэнь.

## Достопримечательности
- Деревня Фанлинг Вай
- Водохранилище Хок Тау

### Музеи и галереи
- Музей продуктов Тао Хэунг

### Парки
- Лам-Цюн Каунтри Парк
- Парк Норт Дистрикт
- Кладбище Во-Хоп-Шек

## Образование и наука
- Колледж Ли Ка Шинг
- Центр экологических исследований Фанлинг

## Здравоохранение
- Госпиталь Норт Дистрикт
- Клиника Шэк Ву Хой Джокей Клаб
- Реабилитационный комплекс Хонг Чи Фанлинг

## Культура
- Публичная библиотека Шэунг-Шуй

## Спорт
- Гонконгский гольф-клуб
- Спорткомплекс Норт Дистрикт
- Спортцентр Лунг Сум Авеню
- Спортцентр Тин Пинг
- Плавательный бассейн Шэунг-Шуй